# 阿弥陀寺 (郡山市)
阿弥陀寺（あみだじ）は、福島県郡山市富久山町久保田に所在する真言宗室生寺派の寺院。正式には無量山 光明院 阿弥陀寺。
毎年2月に行われる「毘沙門天大祭」などで知られ、「久保田の毘沙門様」などとも呼ばれる。

## 概要
平安時代から室町時代にかけて、現在の富久山町久保田字太郎殿前付近に天台宗の正覚寺という寺があった。当時、この地方では篠川御所や宇津峯城などをめぐる戦がたびたび起こっていた。そして正覚寺も何度も戦火に遭い、そのたびに本尊の阿弥陀如来は、僧侶の手によって地中深く埋められて難を免れたが、建物等はことごとく焼き尽くされてしまった。
そこで、寺は地元の今泉家の手によって現在地に移され、1574年（天正2年）に真言宗の寺として中興開山したのが阿弥陀寺である。

## 祭礼

### 毘沙門天大祭
毎年2月11日の夕方から夜にかけて開催される毘沙門天の祭り。稚児の礼賛舞、大護摩祈祷、梵天奉納、年男年女による福餅まき等が行われる。境内には縁起物を売る露店が建ち並び、一年の福を得ようとする、多くの参詣者で賑わう。
2014年（平成26年）には、根本匠復興大臣（当時）が福餅まきに参加した。

### その他
2月3日には節分会、5月8日には月遅れで花祭り、6月10日には大施餓鬼会などが開催される。

## 文化財等

### 銅鐘
1717年（享保2年）、江戸神田の鋳工師、小沼播磨守藤原長政の作の銅鐘。高さ101cm、口径75.4cm。
元々はいわき市勿来町関田の松山寺にあったが、その後、1888年（明治21年）に阿弥陀寺の銅鐘になる。太平洋戦争の際は、供出されそうになったが、重要美術品としての価値が高いことから供出を免れた。
1985年（昭和60年）、郡山市指定重要文化財に指定。

## 寺院周辺
- 日吉神社 - 窪田の合戦本陣跡、伊達政宗の身代わりとして討死した伊東肥前守重信の碑など

## 交通アクセス
- JR東日本郡山駅6番バス乗り場より福原経由宝沢レイクタウン行または富久山循環で「富久山」停留所下車、徒歩3分
- JR東日本郡山駅より徒歩20分